# Cryptanthus leuzingerae
Espèce
Cryptanthus leuzingerae est une espèce de plantes de la famille des Bromeliaceae, endémique du Brésil et décrite en 1999 par le botaniste brésilien Elton Leme.

## Distribution
L'espèce est endémique de l'État d'Espírito Santo au sud-est du Brésil.

## Description
Selon la classification de Raunkier, l'espèce est chamaephyte ou hémicryptophyte.